# Subversion
Subversion (SVN) je sistem za upravljanje z izvorno kodo, pri katerem se izvorna koda hrani na posebnem strežniku. Programerji dostopajo do izvorne kode preko klientskih programov, ki so lahko ukazni ali grafični (npr. TortoiseSVN).